# Nanomantidae
Nanomantidae (лат.) — семейство богомолов. Встречаются в Африке, включая Мадагаскар, в Гималаях, также Юго-Восточная Азия до Австралии и на островах Тихого океана.

## Описание
Nanomantidae могут быть отличимы от всех других богомолов по следующей комбинации признаков: мелкие размеры, зеленоватые или коричневатые; вершина головы без отростка; юкстаокулярные выпуклости отчётливые, часто выступающие; супракоксальная дилатация умеренно или хорошо выражена; метазона часто с килем; вершинные доли переднеспинки с довольно длинными шипами; переднеспинка с 2—3 дисковидными и 4 постеровентральными шипами (редко с 4 дисковидными шипами, и тогда в сочетании с 5 постеровентральными шипами, килеватой метазоной и очень широким костальным полем); ходильные ноги без лопастей и без шипов.
Самцы макроптерные, самки от макроптерных до аптерных; церки короче половины длины брюшка, цилиндрические или с уплощенным последним церкомером; фалломеры слабо склеротизованы, обычно упрощённые, редко сложные, в некоторых таксонах хирально зеркальные; отростки левого комплекса разделены; вентральный фалломер с базальной лопастью или без нее на правой стороне; первичный дистальный выступ pda (primary distal process) перемещен на левую сторону вентрального фалломера; срединный вторичный дистальный выступ sdpm (median secondary distal process) и боковой sdpl (lateral secondary distal process) обычно присутствуют, редко один или оба редуцированы; фаллоидный апофиз бифидальный или с редуцированной передней лопастью; дорсальная пластинка левого фалломера без округлой лопасти.

## Классификация
Семейство включает около 50 родов, ранее включаемых в Iridopterygidae или в Mantidae. В новой классификации (2019) таксон Nanomantidae вместе с Amorphoscelidae и Leptomantellidae включён в надсемейство Nanomantoidea (из клады Cernomantodea) и инфраотряд Schizomantodea.

### Fulciniinae
- триба Fulciniini
  - Calofulcinia Giglio-Tos, 1915
  - Fulcinia Stal, 1877
  - Hedigerella Werner, 1933
  - Ima Tindale, 1924
  - Inimia Connors, 2023[6]
  - Machairima Beier, 1965
  - Nannofulcinia Beier, 1965
  - Papugalepsus Werner, 1928
  - Pilomantis Giglio-Tos, 1915
  - Tylomantis Westwood, 1889
- триба Neomantini
  - Kongobatha Hebard, 1920
  - Neomantis Giglio-Tos, 1915
- триба Paraoxypilini (Австралазия, Океания):
  - подтриба Bolbina
    - Bolbe Stal, 1877
    - Papubolbe Beier, 1965

  - подтриба Paraoxypilina
    - Cliomantis Giglio-Tos, 1913
    - Exparoxypilus Beier, 1929
    - Gyromantis Giglio-Tos, 1913
    - Metoxypilus Giglio-Tos, 1913
    - Myrmecomantis Giglio-Tos, 1913
    - Nesoxypilus Beier, 1965
    - Paraoxypilus Saussure, 1870
    - Phthersigena Stal, 1871
- триба Stenomantini
  - Ciulfina Giglio-Tos, 1915
  - Fulciniola Giglio-Tos, 1915
  - Stenomantis Saussure, 1871

### Hapalomantinae
- триба Hapalomantini: Африка
  - Bolbena Giglio-Tos, 1915
  - Bolbula Giglio-Tos, 1915
  - Hapalogymnes Kaltenbach, 1996
  - Hapalomantis Saussure, 1871
- триба Nilomantini: Мадагаскар
  - Chloromantis Kaltenbach, 1998
  - Cornucollis Brannoch & Svenson, 2016
  - Enicophlebia Westwood, 1889
  - Hyalomantis Giglio-Tos, 1915
  - Ilomantis Giglio-Tos, 1915
  - Melomantis Giglio-Tos, 1915
  - Negromantis Giglio-Tos, 1915
  - Nilomantis Werner, 1907
  - Platycalymma Westwood, 1889

### Nanomantinae
- Miromantis Giglio-Tos, 1927
- Nanomantis Saussure, 1871
- Ormomantis Giglio-Tos, 1915
- Oxymantis Werner, 1931
- Parananomantis Mukherjee, 1995
- Sceptuchus Hebard, 1920

### Tropidomantinae
- триба Epsomantini
  - Epsomantis Giglio-Tos, 1915
- триба Tropidomantini
  - Eomantis Giglio-Tos, 1915
  - Oligocanthopus Beier, 1935
  - Pliacanthopus Giglio-Tos, 1927
  - Sinomantis Beier, 1933
  - Tropidomantis Stal, 1877